# At Golden Gate Park
At Golden Gate Park è un album live dei Jefferson Airplane, delle registrazioni del concerto dato dal gruppo il 7 maggio 1969 al Golden Gate Park di San Francisco. È stato pubblicato il 23 ottobre 2006.

## Tracce
1. The Other Side of This Life (Fred Neil) – 6:37
2. Somebody to Love (Darby Slick) – 4:17
3. The Farm (Paul Kantner, Gary Blackman) – 3:20
4. Greasy Heart (Grace Slick) – 3:44
5. Good Shepherd (tradizionale, arrangiato da Jorma Kaukonen) – 5:35
6. Plastic Fantastic Lover (Marty Balin) – 3:45
7. Uncle Sam Blues (tradizionale, arrangiato da Kaukonen, Jack Casady) – 8:38
8. Volunteers (Balin, Kantner) – 4:23
9. White Rabbit (Slick) – 2:27
10. Won't You Try/Saturday Afternoon (Kantner) – 5:09
11. Jam (Kantner, Kaukonen, Casady, Spencer Dryden) – 10:09 (bonus track)
12. We Can Be Together (Kantner) – 6:57 (bonus track)
13. 3/5ths Of A Mile In 10 Seconds (Balin) – 5:40 (bonus track)

## Formazione
- Marty Balin — voce (tracce 1, 6, 8, 10, 12, 13); cori (tracce 2, 5)
- Jack Casady — basso (in ogni traccia)
- Spencer Dryden — batteria (in ogni traccia)
- Paul Kantner — chitarra ritmica (in ogni traccia); voce (tracce 1, 3, 8, 10, 12); cori (tracce 2, 5, 6)
- Jorma Kaukonen — chitarra solista (in ogni traccia); voce (tracce 5, 7)
- Grace Slick — voce (tracce 1, 2, 3, 4, 8, 9, 10, 12, 13); cori (traccia 5)